# Gentile Bellini
Gentile Bellini (Venezia, 1429 – Venezia, 23 febbraio 1507) è stato un pittore e medaglista italiano cittadino della Repubblica di Venezia.

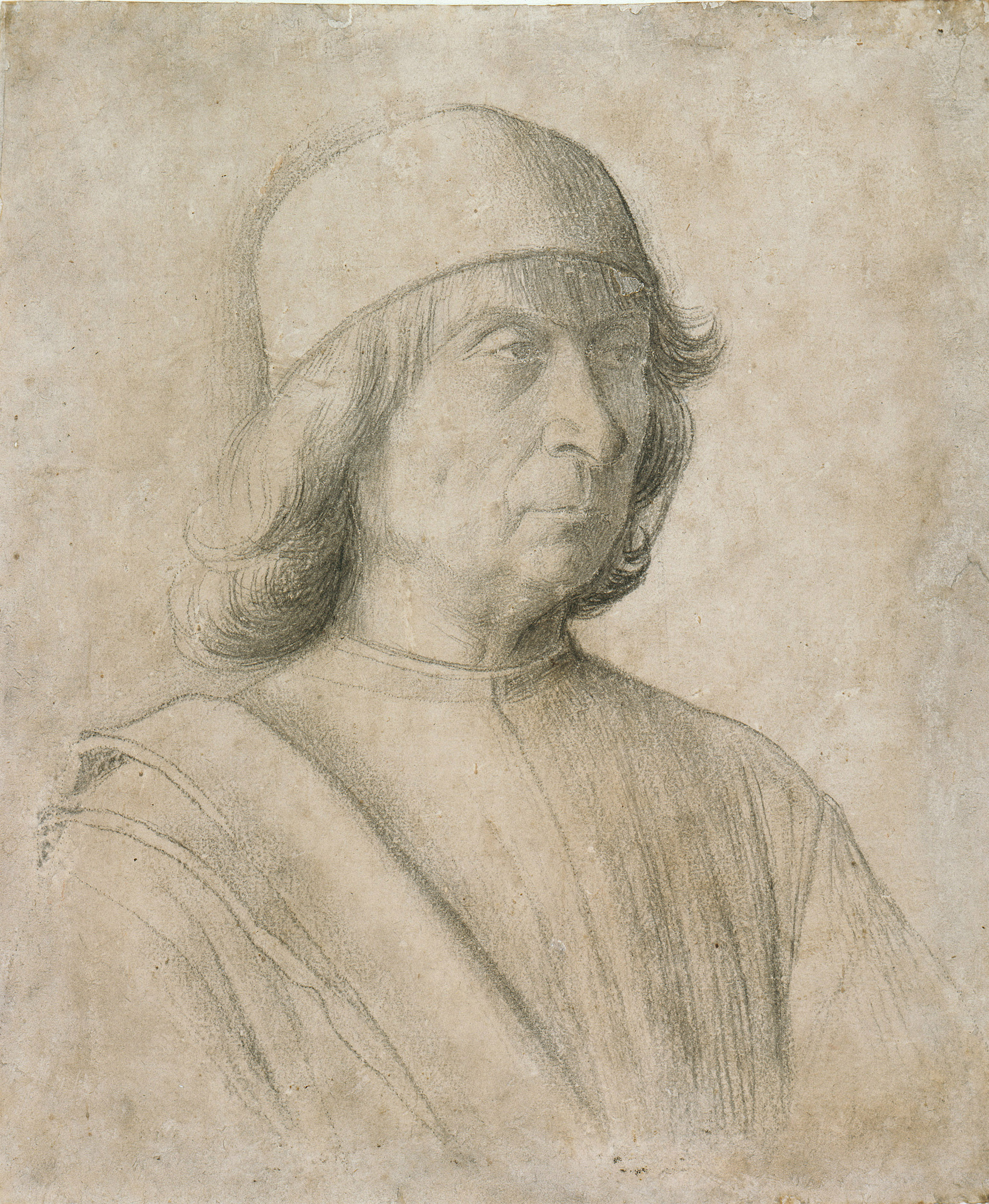
Autoritratto di Bellini

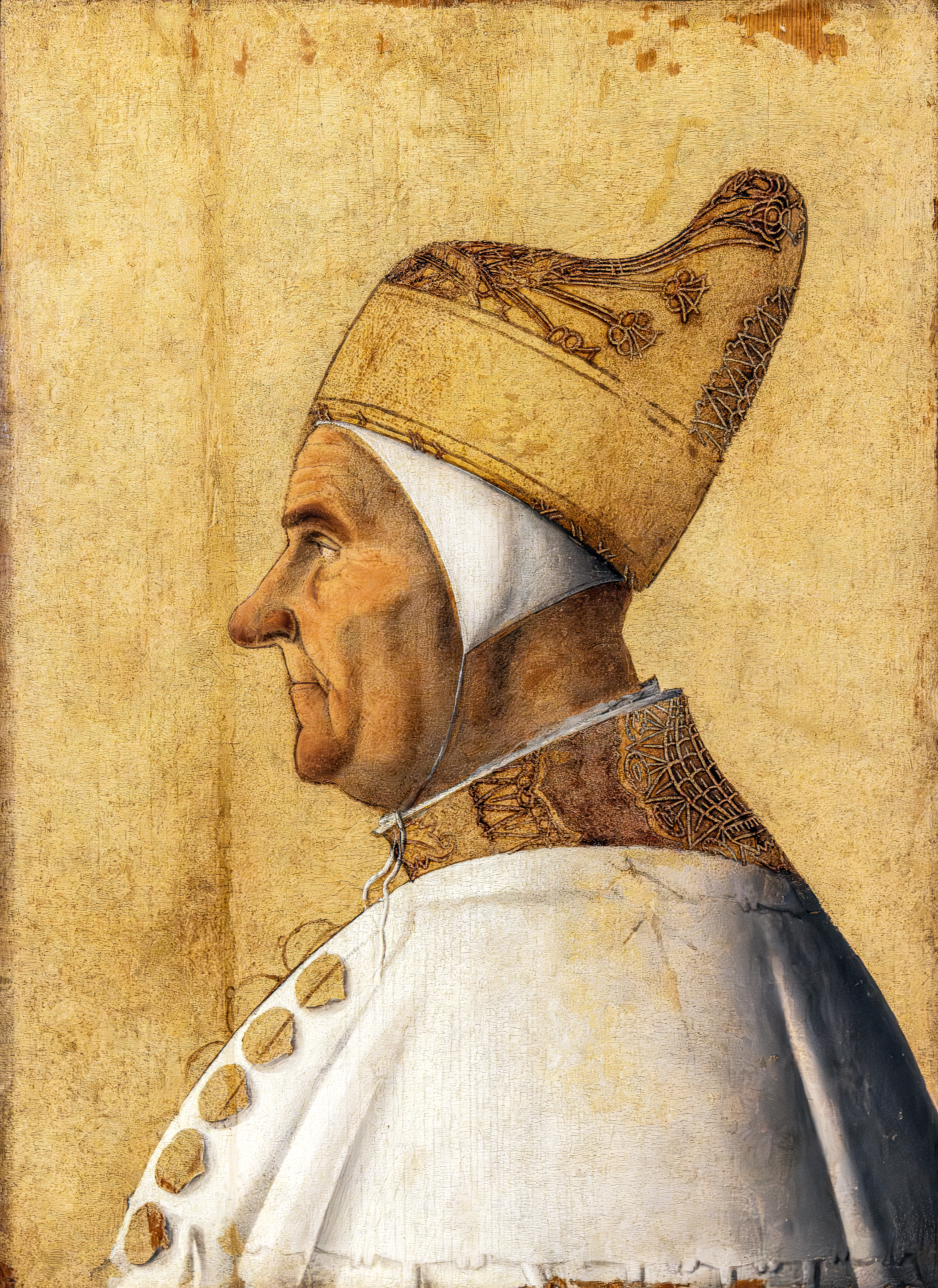
Ritratto del Doge Giovanni Mocenigo

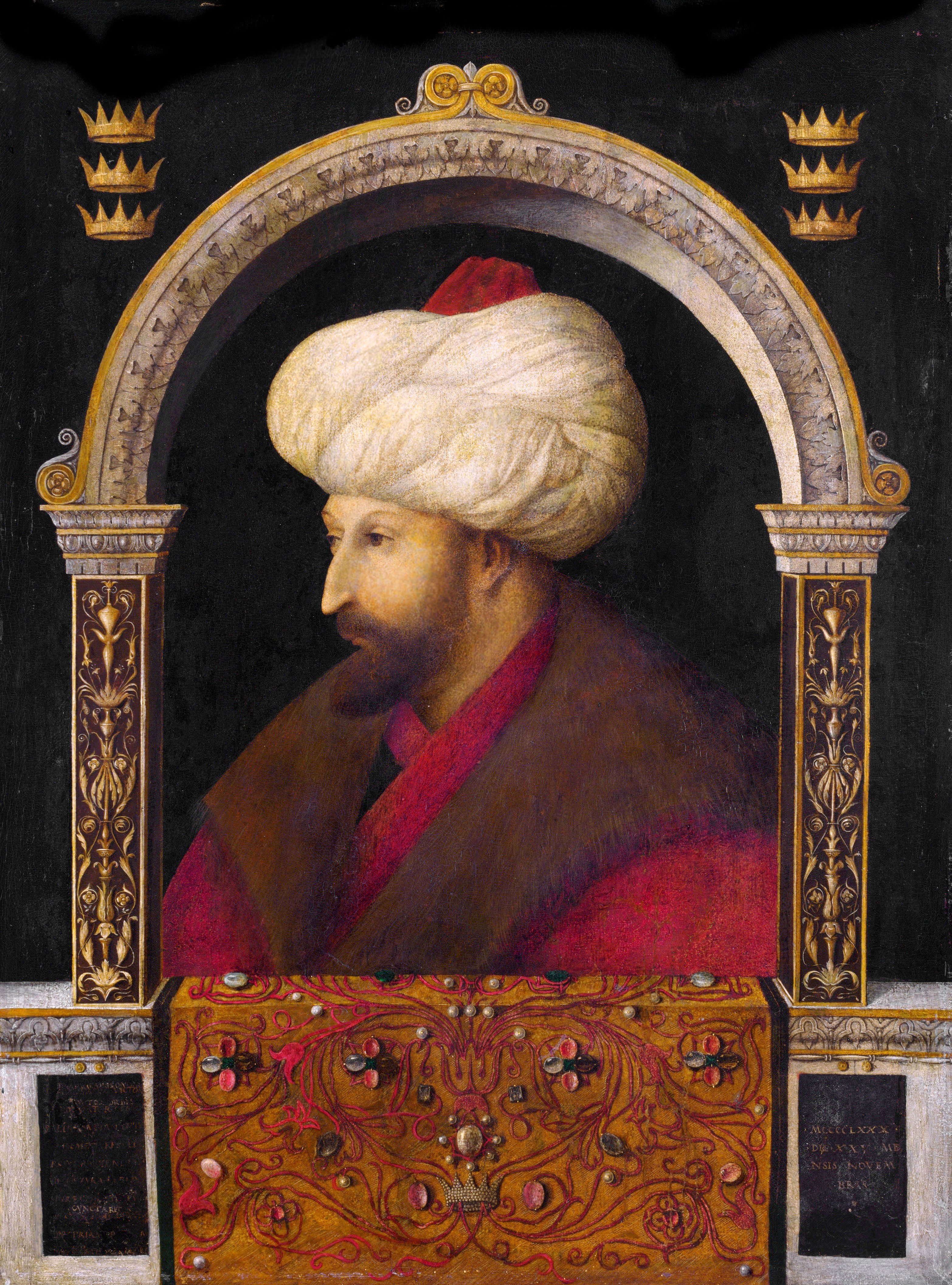
Ritratto del sultano Mehmet II

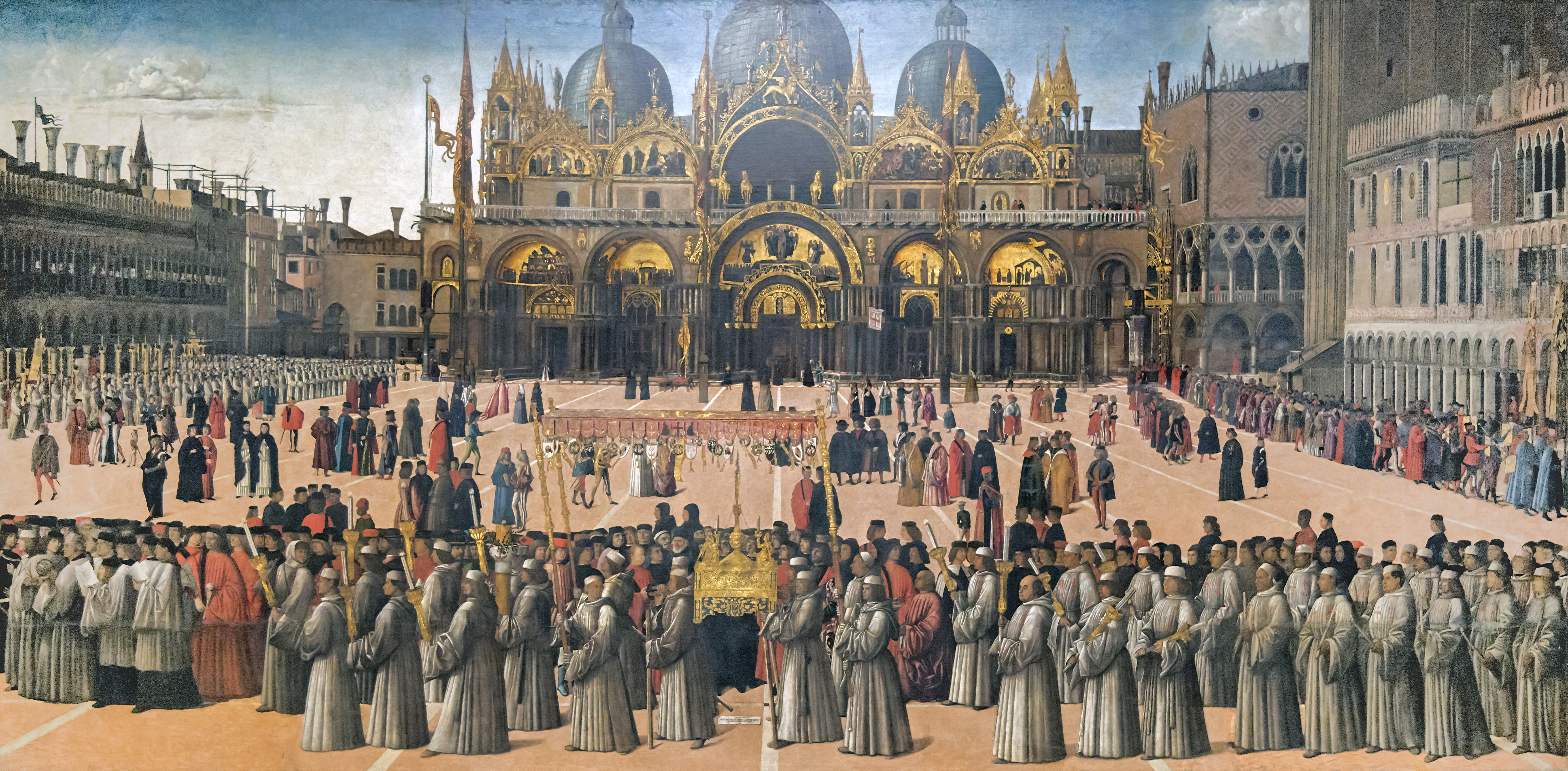
Processione in piazza San Marco

Predica di san Marco ad Alessandria d'Egitto

Figlio maggiore di Jacopo e fratello di Giovanni (detto il "Giambellino") dopo le prime opere, influenzate dallo stile di Ansuino e di Mantegna, abbandonò il modo di costruire le figure con il rilievo plastico, preferendo costruirle con linee del contorno incise, tanto da creare figure appiattite in superficie con i colori che si incastonano in esse; grazie a questo stile, che produceva effetti di oggettività "cristallizzata", divenne il maggior ritrattista dell'aristocrazia veneziana. Oltre che nei ritratti, Gentile lavorò ai cicli di storie realizzati su teleri celebrativi, inaugurando così la tradizione dei vedutisti veneziani: nei suoi teleri è la veduta a dominare la scena gremita di figure e di personaggi abbastanza grandi per essere ritratti nei minimi particolari, ma molto più piccoli rispetto alle architetture che la compongono; così facendo il telero, diventando una cronaca dei fatti narrati, diventa a sua volta un documento.

## Biografia
Nacque a Venezia attorno al 1429 e venne battezzato Gentile, in onore di Gentile da Fabriano, maestro di suo padre Jacopo. Sua madre era la marchigiana Anna Rinversi e in occasione del parto ella redasse preventivamente un testamento, che ci è pervenuto. Non è chiaro quale dei fratelli Bellini fosse il primogenito, forse Nicolosia, andata poi in moglie nel 1453 ad Andrea Mantegna, poi Gentile e un certo Niccolò. Alcuni ipotizzano che Giovanni, sempre indicato nelle fonti come minore di Gentile, fosse suo fratellastro, come farebbe pensare la sua mancata nomina nel testamento di Anna Rinversi del novembre 1471, quando, ormai già vedova di Jacopo, dispose che i suoi beni andassero a Niccolò, Gentile e Nicolosia.
Nel 1460 col padre e col fratello Giovanni, Gentile dipinse la pala per la cappella del Gattamelata alla basilica del Santo di Padova. Del 1464 sono le Ante Marciane, dove risentì dell'influenza del Mantegna, ma manifestò anche grosse difficoltà nella resa degli scorci. Quei paesaggi sono, secondo Roberto Longhi, come «una vecchia pittura cinese». Nel 1465 realizzò il Ritratto del Beato Giustiniani, in cui la figura del beato non è costruita volumetricamente, ma è risolta in un gioco di profilature lineari incise. Dal 1466 proseguì la decorazione della Scuola Grande di San Marco, iniziata dal padre e nel 1469 venne nominato eques e comes palatinus dall'imperatore Federico III, forse in seguito alla realizzazione di un suo ritratto nell'occasione del suo passaggio da Venezia.
Col fratello Giovanni aprì una bottega nel 1471. Sono ancora da studiare le relazioni tra tale bottega e quella che, negli anni Novanta del Quattrocento, aprì a Venezia Marco Palmezzano: si notano però interessanti rimandi tra i lavori successivi delle due scuole.
Tra il 1472 e il 1473 circa è collocabile la tavoletta della National Gallery di Londra con il Cardinal Bessarione e il Reliquario, commissionata nel 1472 dalla Confraternita della Carità come sportello per una stauroteca donata appunto dal cardinal Bessarione.
Nel 1474 è nominato ritrattista ufficiale dei dogi, per i quali eseguì numerosi profili, destinati alla Sala del Maggior Consiglio in Palazzo Ducale.
Tra il 1475 e il 1485 circa è collocabile la Madonna col Bambino in trono, sempre a Londra, firmata OPVS. GENTILIS. BELLINI. VENETI. EQVITIS..
Tra il 1479 e il 1480 visitò Costantinopoli in missione diplomatica alla corte del sultano Mehmet II. Il Ritratto del sultano Mehmet II, dipinto in quell'occasione, si trova alla National Gallery di Londra e presenta due iscrizioni: quella in basso a destra con la datazione (25 novembre 1480) e quella in basso a sinistra con i nomi di Mehmet e Gentile Bellini. Purtroppo la tavola, straordinario documento dei rapporti tra Occidente e Oriente, venne quasi interamente ridipinta e molto alterata nel corso dei secoli, quindi l'attribuzione a Bellini è molto incerta: forse l'immagine è una copia o un originale molto danneggiato.
Nel 1474 fu incaricato di rifare su tela le storie affrescate negli anni venti del XV secolo da Gentile da Fabriano e da Pisanello nella Sala del Maggior Consiglio in Palazzo Ducale, già molto danneggiate. Databile al 1478-1485 è il Ritratto del doge Giovanni Mocenigo, ora al Museo Correr di Venezia.
Per la Scuola di San Giovanni Evangelista realizzò tre famosi teleri: la Processione in piazza San Marco (1496), il Miracolo della Croce caduta nel canale di San Lorenzo (1500) e la Guarigione di Pietro de' Ludovici (1501).
L'ultima sua opera è la Predica di san Marco ad Alessandria, avviata nel 1504, a cui lavorò fino alla morte lasciandola incompleta; venne poi terminata da Giovanni.

## Opere principali
- Madonna col Bambino e due donatori, 1460 circa, tempera su tavola, 74x46 cm, Staatliche Museen, Berlino
- Ritratto di un doge (Pasquale Malipiero?), 1460 circa, tempera su tavola, 53,3x42,5 cm, Museum of Fine Arts, Boston
- Beato Lorenzo Giustiniani, 1465, tempera su tavola, 221x155 cm, Gallerie dell'Accademia, Venezia
- Annunciazione, 1465 circa, tecnica mista su tavola, 33x124 cm, Museo Thyssen-Bornemisza, Madrid
- Cardinale Bessarione con il reliquiairio della Croce, 1472-1473, tempera su tavola, 102,3x37,2 cm, National Gallery, Londra
- Ritratto del doge Niccolò Marcello (copia da un originale perduto), post 1474, olio su tavola, 62,2x45,1 cm, National Gallery, Londra
- Madonna col Bambino in trono, 1475-1485 circa, olio su tavola, 121,9x82,6 cm, National Gallery, Londra
- Ritratto del sultano Mehmet II, 1480, olio su tela di lino, 69,9×52,1 cm, National Gallery, Londra
- Ritratto del doge Agostino Barbarigo, post 1486, olio su tavola, 66,5x51,7 cm, Alana Collection, Newark
- Processione in piazza San Marco, 1496, tempera su tela, 367x745 cm, Gallerie dell'Accademia, Venezia
- Autoritratto, 1496 circa, matita nera su carta, 23,2x19,4 cm, Kupferstichkabinett, Berlino
- Miracolo della Croce caduta nel canale di San Lorenzo, 1500, tempera su tela, 323x430 cm, Gallerie dell'Accademia, Venezia
- Ritratto di Caterina Cornaro, 1500 circa, tempera su tela, 63×49 cm, Magyar Szépmüvészeti Múzeum, Budapest
- Ritratto d'uomo con compasso, (attribuito) 1500 circa, olio su tela, 69,2x59,1 cm, National Gallery, Londra
- Miracolo della guarigione di Pietro dei Ludovici, 1501, tempera su tavola, 369x259 cm, Gallerie dell'Accademia, Venezia
- Predica di san Marco ad Alessandria d'Egitto (completato da Giovanni Bellini), 1504-1507, tempera su tela, 347x770 cm, Pinacoteca di Brera, Milano